# Kenya Grace
Kenya Grace, née Kenya Grace Johnson vers 1998 en Afrique du Sud, est une auteure-compositrice-interprète et productrice d'electropop britannique. Elle atteint la célébrité en 2023 avec la chanson Strangers.

## Biographie

### Enfance et formation
Kenya Grace Johnson naît en Afrique du sud, probablement en 1998,,, d'une mère sud-africaine et d'un père britannique. La famille gagne l'Angleterre lorsque l'enfant a trois mois, et s'installe à Southampton.
La fillette se passionne très tôt pour la musique, appréciant particulièrement la soul, que jouent ses parents. Elle admire beaucoup Amy Winehouse. Elle commence à chanter à dix ans. Vers la fin de l'école primaire, elle compose sa première chanson sur son premier synthétiseur. Elle fait ses études supérieures à l'Academy of Contemporary Music (ACM) de Guildford. En août 2019, elle en sort avec un diplôme d'écriture musicale et de maîtrise créative.

### Artiste indépendante
Cette année-là, en tant qu'artiste indépendante, elle enregistre le single Obsessed,, puis tourne le clip de sa chanson Tell Me Why. Durant le confinement de 2020, elle compose Talk dans sa chambre, ce qui ne change guère ses habitudes. Elle décrit sa musique comme « sensuelle, douce, délicate, rêveuse, électronique, stimulante ». Le son est indie dance, « avec une touche de RnB ». Grace cite Banks comme sa principale source d'inspiration. Elle est également influencée par Flume et Nao.
En septembre 2022, établie maintenant dans le North London, toujours indépendante, elle enregistre le single Oranges qui compte plus d'un million d'écoutes sur Spotify. Elle enregistre aussi Someone Else avec 3Strange, et Venus avec Homebodi.
Grace travaille à élargir son audience sur TikTok en y présentant ses premiers clips. En même temps elle explique sa façon de travailler dans un post, montrant dans une vidéo comment elle contrôle son synthétiseur avec des oranges.

### Artiste sous contrat
La palette de compétences dont elle fait preuve dans ce post attire l'attention de Nick Huggett et de Nick Shymansky, de Day One Music, qui ont notamment travaillé avec Amy Winehouse et Adele. En novembre 2022, ils deviennent les managers de Grace.
En 2023, Afterparty Lover, sorti en février, compte trois millions d'écoutes, et Meteor, sorti en mai, quatre millions. Huggett et Shymansky attendent que le nombre de fans prenne une importance internationale sur les réseaux sociaux. Ils découvrent ainsi que plus de la moitié de l'audience de Grace se trouve aux États-Unis. En juillet 2023, ils aident la chanteuse à obtenir un contrat à Los Angeles chez Major Recordings, un label de dance de Warner Records. Ils lui procurent également des passages sur scène à Los Angeles — ce qui n'est pas si courant pour un artiste britannique, à un stade si précoce.

### Succès deStrangers
Strangers, « un superbe et mélancolique drum and bass », sort le 1er septembre 2023. Le 30, il fait son entrée au Billboard Hot 100 américain, où il va atteindre la 52e place. Le 13 octobre, il est no 1 dans le Singles Chart du Royaume-Uni,. Grace est la deuxième femme, après Kate Bush (avec Running Up That Hill, l'année précédente), à atteindre cette place avec un morceau écrit, composé, interprété et produit par elle-même. Aux États-Unis, Strangers se classe dans le top 5 du Billboard Global 200 et reste cinq semaines au sommet du Billboard Hot Dance/Electronic Songs (en). C'est la première fois dans les dix dernières années qu'une chanson écrite, composée, interprétée et produite par une femme réalise cette performance. En octobre, Grace enregistre Only in My Mind, qui accompagne Strangers. Trois semaines plus tard, sort une « version acoustique triste » de Strangers, chanson dont le succès perdure. Selon Luminate, Strangers atteint le 23 novembre 773,7 millions d'écoutes. La chanson est dans le top 3 au Luxembourg, en Belgique et aux Pays-Bas. En décembre, Grace sort le single Paris.
Le 15 mars 2024, Kenya Grace sort le single It's Not Fair. Son EP intitulé The After Taste sort le 22 mars 2024.
Le 20 juin 2025, elle sort le single Mr. Cool.

## Discographie

### EP
- 2024 : The After Taste

### Singles
- 2019 : Obsess
- 2019 : Tell Me Why
- 2020 : Talk
- 2022 : Venus (avec Homebodi)
- 2022 : Someone Else (avec 3Strange)
- 2022 : Oranges
- 2023 : Afterparty Lover
- 2023 : Meteor (avec Solomon)
- 2023 : Strangers
- 2023 : Only in My Mind
- 2023 : Paris
- 2024 : It's Not Fair
- 2025 : Mr. Cool